# Canton de Meyzieu
Le canton de Meyzieu est une ancienne division administrative française, située dans le département du Rhône en région Rhône-Alpes.
C'était le canton le plus à l'est du département.

## Communes du canton
- Colombier-Saugnieu
- Jonage
- Jons
- Meyzieu
- Pusignan
- Saint-Bonnet-de-Mure
- Saint-Laurent-de-Mure

## Historique
Initialement rattaché au département de l'Isère, le canton a connu plusieurs modifications depuis sa création.

### 1967
Le canton est scindé en deux parties par la loi no 67-1205 du 29 décembre 1967 :
- les communes de Chassieu, Décines-Charpieu, Genas, Meyzieu, Jonage, Jons et Pusignan sont rattachées au département du Rhône au 1er janvier 1968.

Jointes aux communes de Saint-Bonnet-de-Mure et de Saint-Laurent-de-Mure, également transférées du département de l'Isère mais au sein duquel elles relevaient du canton d'Heyrieux, elles constituent le nouveau canton de Meyzieu, dans le département du Rhône.
- les communes d'Anthon, Charvieu-Chavagneux, Chavanoz, Janneyrias, Pont-de-Chéruy et Villette-d'Anthon demeurent dans le département de l'Isère où elles constitueront le nouveau canton de Pont-de-Chéruy.

### 1971
La commune de Colombier-Saugnieu, jusqu'alors rattachée au département de l'Isère et au canton de La Verpillière, est à son tour transférée au département du Rhône et rattachée au canton de Meyzieu.

### 1982
Le décret no 82-66 du 20 janvier 1982 détache du canton de Meyzieu les trois communes de Chassieu, Genas et Décines-Charpieu qui constituent le nouveau canton de Décines-Charpieu.

### 2015
Le 1er janvier 2015, les communes de Jonage et de Meyzieu font désormais partie de la métropole de Lyon. Le canton réduit à cinq communes cesse d'exister à l'issue des élections départementales des 22 et 29 mars 2015.

## Représentation

### Conseillers généraux de 1833 à 2015
| Période                                  | Période                   | Identité                          | Étiquette   | Qualité |
| ---------------------------------------- | ------------------------- | --------------------------------- | ----------- | --- |
| 1833                                     | 1845 (décès)              | Victorin Marie Casimir Roybet     |             | Juge de paix à Meyzieux, ancien avocat au barreau de Vienne                                                                                                   |
| 1845                                     | 1848                      | Pierre Jean-Baptiste Nadaud       |             | Premier Président de la Cour royale de Grenoble |
| 1848                                     | 1868 (décès)              | Antoine Marie Vachon              |             | Conseiller à la Cour Impériale de Lyon |
| 1869                                     | 1874                      | Pierre Vachon (fils du précédent) |             | Avocat, Vice-Président du Tribunal civil, Lyon, maire de Meyzieu                                                                                              |
| 1874                                     | 1880                      | Jean François Payet (1820-1901)   | Républicain | Propriétaire rentier à Pusignan |
| 1880                                     | 1896 (démission)          | Louis Saulnier                    | Républicain | Avocat au barreau de Lyon Maire de Meyzieu (1876-1895) |
| 1896                                     | 1902 (démission)          | Francis Coquet                    | Républicain | Avocat Maire de Genas (1902) |
| 1902                                     | 1932 (décès)              | Paul Bernascon                    | Rad.        | Maire de Charvieu (1884-1895) Maire de Chavagneux (1897-1929)                                                                                                 |
| 1932                                     | 1941 (démission d'office) | Auguste Charpenet                 | SFIO        | Industriel à Meyzieu Révoqué par le Gouvernement de Vichy |
|                                          |                           |                                   |             | |
| 1943                                     | 1945                      | Antoine Budin                     | ?           | Maire de Décines-Charpieu (1941-1944) Nommé conseiller départemental en 1943                                                                                  |
|                                          |                           |                                   |             | |
| 1945                                     | 1970                      | Gabriel Bruyas                    | SFIO        | Horticulteur Maire de Décines-Charpieu (1938-1941 et 1944-47)                                                                                                 |
| 1970                                     | 1982                      | Pierre Moutin                     | CIR puis PS | Cadre administratif aux hospices civils de Lyon Maire de Décines-Charpieu (1967-91), suppléant de Jean Poperen Élu en 1982 dans le Canton de Décines-Charpieu |
| 1982                                     | 1998                      | Jean-Marc Barthez                 | RPR         | Avocat Maire de Jonage (1977-95) |
| 1998                                     | 2011                      | Odette Garbrecht                  | PS          | Professeur Adjointe au maire de Meyzieu |
| 2011                                     | octobre 2014 (démission)  | Michel Forissier                  | UMP         | Chef d'entreprise Maire de Meyzieu (2001-2017) Sénateur (2014-2020)                                                                                           |
| octobre 2014                             | mars 2015                 | Christiane Guicherd               | UMP         | Conseillère en formation continue Maire de Saint-Laurent-de-Mure depuis 2007 Élue en 2015 dans le canton de Genas                                             |
| Les données manquantes sont à compléter. |                           |                                   |             | |

### Conseillers d'arrondissement (de 1833 à 1940)
| Période                                  | Période          | Identité         | Étiquette           | Qualité |
| ---------------------------------------- | ---------------- | ---------------- | ------------------- | --- |
| 1833                                     | 1848             | Jean Courvoisy   |                     | Propriétaire, maire de Jons                                                                                 |
|                                          |                  |                  |                     | |
|                                          | 1880 (démission) | M. Saulnier      |                     | |
|                                          |                  |                  |                     | |
| 1889                                     |                  | Claude Camus     | Républicain Radical | Charcutier, maire de Belmont-Chavanoz, Président du Conseil d'arrondissement                                |
|                                          |                  |                  |                     | |
| 1913                                     | 1935 (décès)     | Vincent Ravet    | Radical modéré      | Maire de Pusignan                                                                                           |
| 1935                                     | 1940             | Alphonse Presson | SFIO                | Maire de Décines (1933-1938), révoqué par le Gouvernement de Vichy en 1941                                  |
| 1940                                     |                  |                  |                     | Les conseils d'arrondissement ont été suspendus par la loi du 12 octobre 1940 et n'ont jamais été réactivés |
| Les données manquantes sont à compléter. |                  |                  |                     | |

## Évolution démographique
| 1962   | 1968   | 1975   | 1982   | 1990   | 1999   | 2006   | 2011   | 2012   |
| ------ | ------ | ------ | ------ | ------ | ------ | ------ | ------ | ------ |
| 24 356 | 26 604 | 27 772 | 27 168 | 47 824 | 49 938 | 52 369 | 56 336 | 57 027 |